# ميروسلاف ميلوشيفيتش
ميروسلاف ميلوشيفيتش (بالألمانية: Miroslav Milošević)‏ هو لاعب كرة قدم نمساوي في مركز الدفاع، ولد في 18 سبتمبر 1985 في سالزبورغ في النمسا. لعب مع ريد بول سالزبورغ ونادي غروديغ.

## وصلات خارجية
- ميروسلاف ميلوشيفيتش على موقع قاعدة بيانات كرة القدم.إي يو (الإنجليزية)
- ميروسلاف ميلوشيفيتش على موقع عالم كرة القدم.نت (الإنجليزية)